# 小倉玉屋
小倉玉屋（こくらたまや）はかつて福岡県北九州市小倉北区で営業していた日本の百貨店。

## 歴史

### 白崎百貨店問題
小倉玉屋開業までには紆余曲折があった。問題は1935年（昭和10年）に小倉市が市有地を百貨店用地として売却することを決めたことに始まる。当初、小倉市は松屋百貨店に打診したものの、後に京都の呉服商で玉屋と関係が深い白崎忠男に売却することに決定した。
当時の小倉市にはすでにかねやす百貨店が存在しており、井筒屋の建設も決まっていた。これ以上百貨店が増えることで小倉の経済に悪影響が生まれることを恐れた魚町、京町などの商人達は「小倉小売商店連盟」を結成して百貨店誘致に反対し、商工会議所の会頭も計画に苦言を呈した。さらに城内に移転したばかりの八坂神社の宮司代達も参道の変更を余儀なされるとして計画変更の要請を行った。一方で、地元の室町や勝山町、大門町等の町総代らは「大小倉市発展期成同盟会」を結成し誘致運動を行い、両者が激しい運動を繰り広げた。
両者の対立は市会での立憲政友会と立憲民政党の駆け引きも絡んで長期化し、反対派の議員が百済文輔市長の辞職を求めるなどして市政は大きく混乱したが、結局1936年（昭和11年）5月に畑山四男美県知事が仲裁することになり、建設は認めるが参道を維持すること、地元に配慮すること、両者が和解することなどを裁定して、なんとか事態は決着した。

### 「菊屋」から「玉屋」へ
長崎県佐世保市、福岡県福岡市、佐賀県佐賀市で既に百貨店を経営していた田中丸一族は1937年（昭和12年）4月14日にグループ4社目となる新たな百貨店を設立し、1938年（昭和13年）10月25日に当時の小倉市室町にオープンさせた。各地域の独自性を重んじ「一店一社」制をとっていた田中丸一族は、井筒屋ができてまだ年も浅いことから進出に反対していた地元に配慮し、既に導入していた「玉屋」の商号は用いず、「菊屋」の名称で営業を開始した。従業員は男女合わせて800名であった。
太平洋戦争後の1945年（昭和20年）には占領軍に接収司令を受けた。交渉の結果一階と地階だけは営業が認められたが、残りは宿舎として接収され、2・3階は宿舎、4階は空き、5階は「看護婦」と称する慰安婦200名ほどの住まいにされたという。地階もすぐに接収され、食堂とされた。翌年5月にはついに全館を接収された。その後1・2階は「PXストア」（米軍の用語で「売店」を意味する）とされ、3階は放送施設、5階には玉突き場やバーが入居していたという。
玉屋は接収に備えて魚町に店舗を確保していたが、それでも従業員が余ったため1か月は口入れ屋まで行って、なんとか会社と従業員を守ったという。6月には大阪町の大沢ビル内に仮事務所を設立。魚町にも660㎡のバラックを建設した。翌年には京町三丁目に約120坪の仮事務所を設立し、その後同地にて占領軍専用の国内輸出業「エクスポートバザー」を新設した。玉屋の接収が解除されたのは1952年（昭和27年）3月31日、再開店にこぎつけたのは同年10月のことであった。このときから正式に「玉屋」の商号を用いるようになった。

### 再開発事業への参入検討と断念
1993年、小倉駅前に小倉そごう（現・セントシティ）が開業し、市街地中心部から離れた玉屋の売上げは大幅に減少した。玉屋は1階・2階を改装し、食品売り場等を競合店である井筒屋よりも高級志向のテナント・物品を揃えるなど独自性を築いていたが、状況は好転しなかった。
1994年に北九州市が打ち出した「北九州市ルネッサンス構想第二次実施計画」の一つである、室町一丁目第一種市街地再開発事業（後のリバーウォーク北九州の開業事業）に於いては、小倉北区役所とその近隣地域が対象となっていたが、小倉玉屋も対象地域に組み入れられており、地権者として再開発ビル（リバーウォーク）の権利床を所有し入居することを目指していた。
しかし、小倉地区の百貨店3社（小倉そごう、小倉井筒屋、小倉玉屋）のなかで、玉屋が最も苦境に立たされており、2000年（平成12年）春、地元企業や地元財界の大迫忍（元ゼンリン社長）個人の引き受けで1億円から約4億3000万円に増資、経営危機をかろうじて脱する状況であり、銀行は再開発ビルで再営業する場合、現店舗閉店から開業までブランクが発生することを不安視。転入居のための新規融資に難色を示したため、最終的には権利床を北九州紫川開発に売却し、入居を断念した。

### 百貨店の終焉とその後

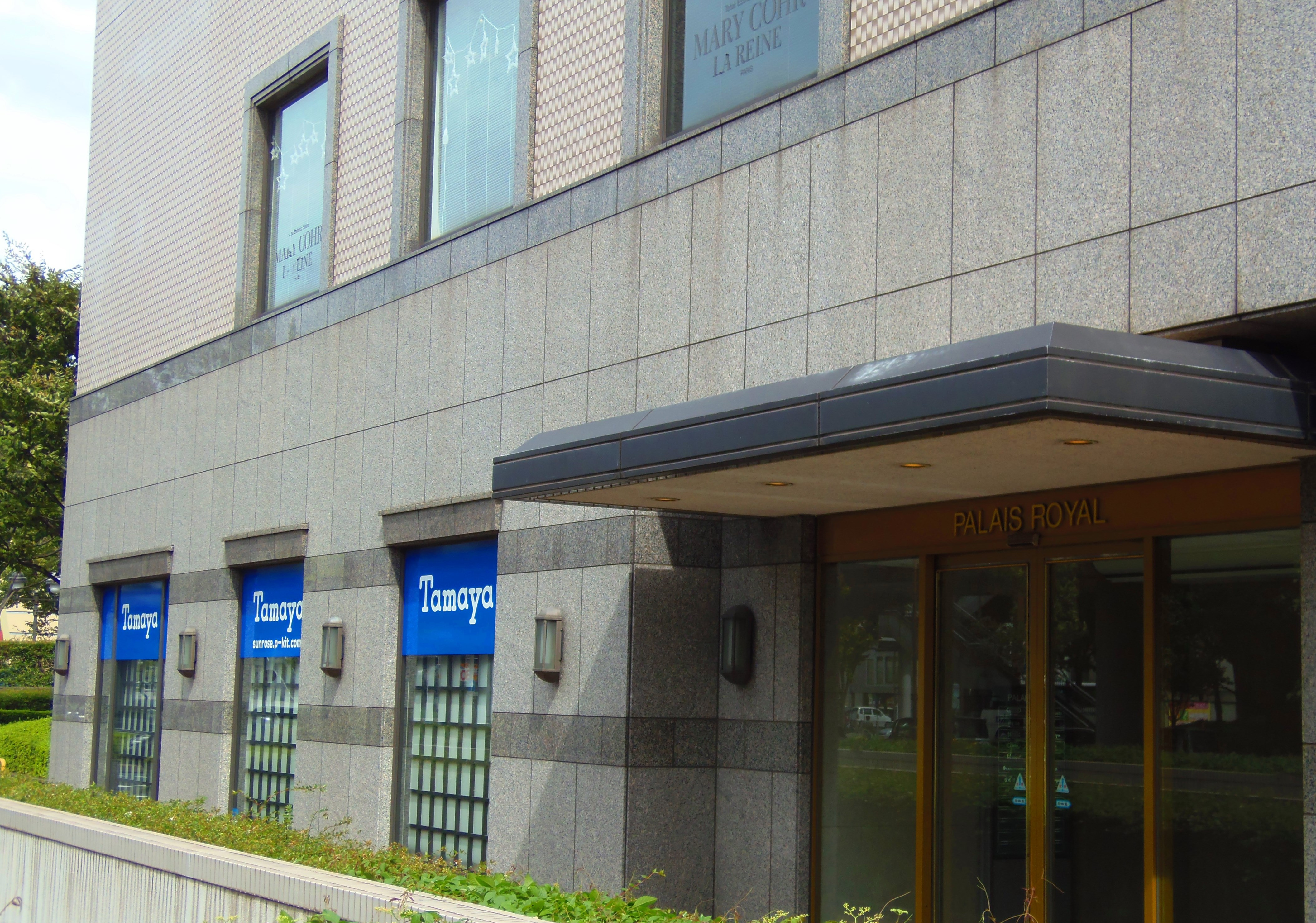
サンローズ（リーガロイヤルホテル小倉1F）

2000年12月に小倉そごうが閉店し、後継テナントの誘致が地元経済界の課題となっていたため、大迫忍らが中心となって、小倉玉屋を小倉そごう跡に移転させるよう働きかけが行われた。
そして、リバーウォークの工事スケジュールの関係もあり、2002年（平成14年）2月28日現店舗を閉店。3月1日に田中丸善昌社長は退任し、ゼンリンの浦上博夫専務が社長に就任する役員再編を行い、3月10日小倉そごう跡（セントシティ北九州ビル）に移り、これまでの店舗の総床面積に相当する、地下1階から4階までの一部を使って営業を続けた。
しかし、そごう時代から大規模な改装も行わずに営業していたこともあり、売上げの落ち込みは止まらず、このままでは会社存続が困難になったとして、経営陣は百貨店廃業を決断。小倉そごうの閉店からちょうど2年後の2002年12月25日に、百貨店としての65年の歴史に幕を下ろした。
その後社名を「KTサービス」（KT=小倉玉屋）に改め、ビルメンテナンス業務などを行っていた。また、小倉玉屋友の会は、「前払式特定取引業（友の会）の廃業のお知らせ」を2007年9月1日に公告した。
北九州市役所本庁内に残った地下の「玉屋食堂」の運営は、玉屋グループ会社の玉屋食品が行っている。また、小倉競馬場3階に「レストラン玉屋」があったが、この店舗も2023年9月3日をもって閉店した。

## サンローズ
百貨店廃業で解雇された一部の中高年従業員は「有限会社サンローズ」を設立し、玉屋グループの旗艦店である佐賀玉屋の支援を受け、JR小倉駅前のリーガロイヤルホテル小倉内に婦人服や雑貨、宝石などの訪問販売を行うショップ「サンローズ」を構えた。この店舗は包装紙や紙袋などに玉屋のものをそのまま使用し、佐賀玉屋の北九州地区販売代行の役割も果たしている。
同社は2013年3月、会社創立10周年を機に玉屋の名前を冠した「株式会社タマヤサンローズ」に改組・改名した一方、佐賀玉屋との契約は解消し店舗名は「サンローズ」に変更した。その後も営業を続けていたが、新型コロナウイルス感染症の影響による売上低迷などから2021年に経営破綻、7月2日に店舗も閉店した。